# Bensékou (arrondissement)
Bensékou est un arrondissement situé dans le département de l'Alibori au Bénin. Il est placé sous juridiction administrative de la commune de Kandi.

## Histoire
Bensékou devient officiellement un arrondissement le 27 mai 2013 après la délibération et adoption par l'assemblée nationale du Bénin en sa séance du 15 février 2013 de la loi n° 2013-O5 du 15/02/2013 portant création, organisation, attributions et fonctionnement des unités administratives locales en République du Bénin.

## Administration
Bensékou fait partie des dix arrondissements que compte la commune de Kandi. Cet arrondissement compte trois villages: Bensékou, Gogbêdé et Koutakroukou,,.

## Population
Selon le recensement général de la population et de l'habitation (RGPH4) de l'institut national de la statistique et de l'analyse économique (INSAE) au Bénin en 2013, la population d'Angaradébou s'élève à 6371 habitants dont 3138 hommes et 3222 femmes.  